# 1444 en arts plastiques
| Années des arts plastiques : 1441 - 1442 - 1443 - 1444 - 1445 - 1446 - 1447    |
| Décennies des arts plastiques : 1410 - 1420 - 1430 - 1440 - 1450 - 1460 - 1470 |

Cette page concerne l'année 1444 en arts plastiques.

## Œuvres
- La Pêche miraculeuse, peinture de Konrad Witz.

## Naissances
- Date précise inconnue :

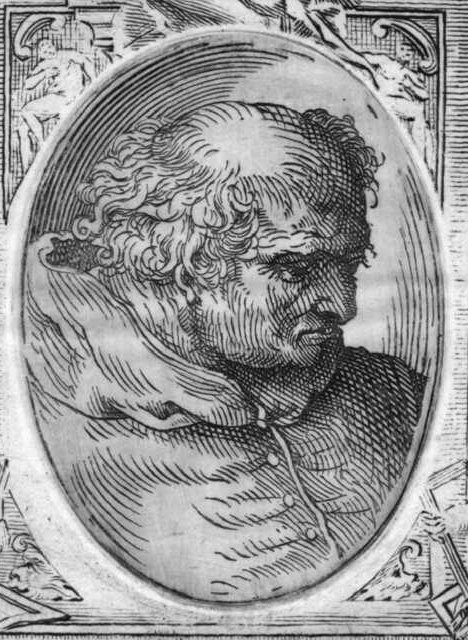
Bramante

  - Bramante, architecte et peintre italien († 11 avril 1514),
  - Thoman Burgkmair, peintre allemand († vers 1523).